# Inglaterra en la Copa Mundial de Rugby

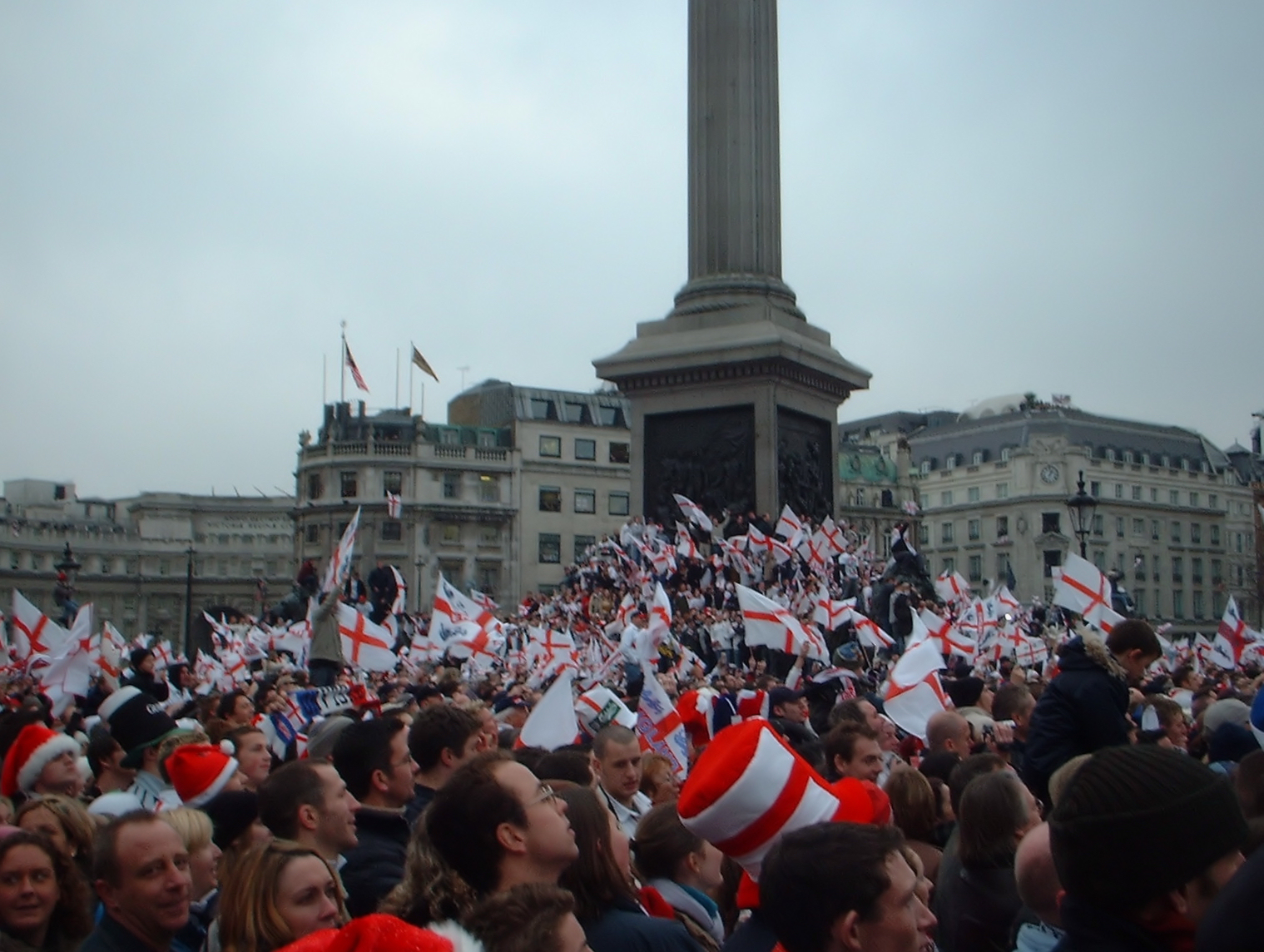
Celebraciones en Trafalgar Square tras la victoria en el Mundial de 2003.

La selección de rugby de Inglaterra participó en todas las ediciones de la Copa del Mundo de Rugby. Clasificando automáticamente a todos los torneos al alcanzar los cuartos de final en la anterior copa mundial, además organizó las ediciones de 1991 y 2015.
El XV de la Rosa consiguió su mejor resultado al consagrarse campeón en Australia 2003, también alcanzó el subcampeonato en Inglaterra 1991 y Francia 2007.

## Nueva Zelanda 1987

### Plantel
Entrenador: Martin Green
Forwards
1. Gareth Chilcott
2. Wade Dooley
3. Graham Dawe
4. Brian Moore
5. Steve Bainbridge
6. Peter Winterbottom
7. Jeff Probyn
8. David Egerton
9. Gary Rees
10. Dean Richards
11. Nigel Redman
12. Gary Pearce
13. Paul Rendall

Backs
1. Rob Andrew
2. Kevin Simms
3. Richard Harding
4. Marcus Rose
5. Mark Bailey
6. Richard Hill
7. Fran Clough
8. Peter Williams
9. Rory Underwood
10. Jonathan Webb
11. Jon Hall
12. Mike Harrison (C)
13. Jamie Salmon

### Participación

#### Grupo A
| Equipo         | Jug. | Gan. | Emp. | Perd. | A favor | En contra | Puntos |
| -------------- | ---- | ---- | ---- | ----- | ------- | --------- | ------ |
| Australia      | 3    | 3    | 0    | 0     | 108     | 41        | 6      |
| Inglaterra     | 3    | 2    | 0    | 1     | 100     | 32        | 4      |
| Estados Unidos | 3    | 1    | 0    | 2     | 39      | 99        | 2      |
| Japón          | 3    | 0    | 0    | 3     | 48      | 123       | 0      |

#### Cuartos de final
| 8 de junio de 1987, | Inglaterra | 3 – 16 | Gales                                           | Ballymore, Brisbane,                |                                     |
|                     | Pen: Webb  |        | Tries: Roberts Jones Devereux Con: Thorburn (2) | Árbitro(s): René Hourquet (Francia) | Árbitro(s): René Hourquet (Francia) |

## Inglaterra 1991

### Plantel
Entrenador: Geoff Cooke
Forwards
1. Paul Ackford
2. Wade Dooley
3. Jason Leonard
4. Brian Moore
5. John Olver
6. Gary Pearce
7. David Pears
8. Jeff Probyn
9. Nigel Redman
10. Gary Rees
11. Dean Richards
12. Michael Skinner
13. Mike Teague
14. Peter Winterbottom
15. Paul Rendall

Backs
1. Rob Andrew
2. Will Carling (C)
3. Jeremy Guscott
4. Simon Halliday
5. Nigel Heslop
6. Richard Hill
7. Simon Hodgkinson
8. Dewi Morris
9. Chris Oti
10. Rory Underwood
11. Jon Webb

### Participación

#### Grupo A
| Equipo         | Gan. | Emp. | Per. | A favor | En contra | Puntos |
| -------------- | ---- | ---- | ---- | ------- | --------- | ------ |
| Nueva Zelanda  | 3    | 0    | 0    | 95      | 39        | 9      |
| Inglaterra     | 2    | 0    | 1    | 85      | 33        | 7      |
| Italia         | 1    | 0    | 2    | 57      | 76        | 5      |
| Estados Unidos | 0    | 0    | 3    | 24      | 113       | 3      |

#### Cuartos de final
| 19 de octubre de 1991 | Local | vs. | Visita |                                 |  |
|                       |       |     |        | Asistencia: 46,749 espectadores |  |

#### Semifinales
| 26 de octubre de 1991 | Local | vs. | Visita |                                 |  |
|                       |       |     |        | Asistencia: 60,000 espectadores |  |

#### Final
| 2 de noviembre de 1991 | Local | vs. | Visita |                                 |  |
|                        |       |     |        | Asistencia: 56,208 espectadores |  |

## Sudáfrica 1995

### Plantel
Entrenador: Jack Rowell
1. Mike Catt
2. Jonathan Callard
3. Tony Underwood
4. Rory Underwood
5. Ian Hunter
6. Will Carling
7. Jeremy Guscott
8. Phil de Glanville
9. Damian Hopley
10. Rob Andrew
11. Kyran Bracken
12. Dewi Morris
13. Jason Leonard
14. Graham Rowntree
15. Victor Ubogu
16. John Mallett
17. Brian Moore
18. Graham Dawe
19. Martin Bayfield
20. Martin Johnson
21. Richard West
22. Tim Rodber
23. Dean Richards
24. Ben Clarke
25. Steve Ojomoh
26. Neil Back

### Participación

#### Grupo B
| Equipo     | Gan. | Emp. | Perd. | A favor | En contra | Puntos |
| ---------- | ---- | ---- | ----- | ------- | --------- | ------ |
| Inglaterra | 3    | 0    | 0     | 95      | 60        | 9      |
| Samoa      | 2    | 0    | 1     | 96      | 88        | 7      |
| Italia     | 1    | 0    | 2     | 69      | 94        | 5      |
| Argentina  | 0    | 0    | 3     | 69      | 87        | 3      |

#### Cuartos de final
| 11 de junio de 1995 | Local | vs. | Visita |  |  |

#### Semifinales
| 18 de junio de 1995 | Local | vs. | Visita |  |  |

#### Tercer y cuarto puesto
| 22 de junio de 1995 | Local | vs. | Visita |  |  |

## Gales 1999

### Plantel
Entrenador: Clive Woodward
Forwards
1. Gareth Archer
2. Neil Back
3. Richard Cockerill
4. Martin Corry
5. Lawrence Dallaglio
6. Darren Garforth
7. Phil Greening
8. Richard Hill
9. Martin Johnson (C)
10. Jason Leonard
11. Neil McCarthy
12. Danny Grewcock
13. Tim Rodber
14. Graham Rowntree
15. Victor Ubogu
16. Phil Vickery
17. Joe Worsley

Backs
1. Nick Beal
2. Kyran Bracken
3. Mike Catt
4. Matt Dawson
5. Phil de Glanville
6. Paul Grayson
7. Will Greenwood
8. Jeremy Guscott
9. Austin Healey
10. Dan Luger
11. Matt Perry
12. David Rees
13. Jonny Wilkinson

### Participación

#### Grupo B
| Equipo        | Gan. | Emp. | Per. | A favor | En contra | Puntos |
| ------------- | ---- | ---- | ---- | ------- | --------- | ------ |
| Nueva Zelanda | 3    | 0    | 0    | 176     | 28        | 6      |
| Inglaterra    | 2    | 0    | 1    | 184     | 47        | 4      |
| Tonga         | 1    | 0    | 2    | 48      | 171       | 2      |
| Italia        | 0    | 0    | 3    | 35      | 196       | 0      |

#### Play-offs (octavos de final)
|  | Local | vs. | Visita |  |  |

#### Cuartos de final
|  | Local | vs. | Visita |  |  |

## Australia 2003

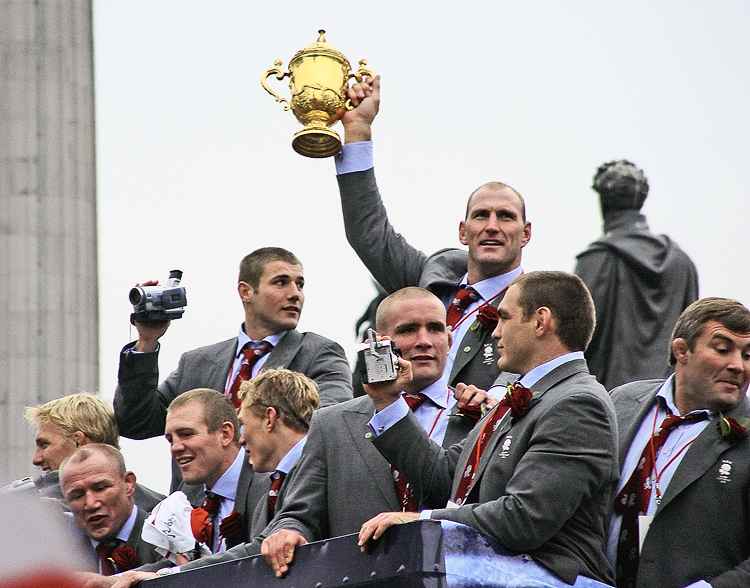
Inglaterra campeona del Mundo, 2003.

### Plantel
Entrenador: Clive Woodward

### Participación

#### Grupo C
| Equipo     | Gan. | Emp. | Per. | A favor | En contra | Extra | Puntos |
| ---------- | ---- | ---- | ---- | ------- | --------- | ----- | ------ |
| Inglaterra | 4    | 0    | 0    | 255     | 47        | 3     | 19     |
| Sudáfrica  | 3    | 0    | 1    | 184     | 60        | 3     | 15     |
| Samoa      | 2    | 0    | 2    | 138     | 117       | 2     | 10     |
| Uruguay    | 1    | 0    | 3    | 56      | 255       | 0     | 4      |
| Georgia    | 0    | 0    | 4    | 46      | 200       | 0     | 0      |

#### Cuartos de final
| 9 de noviembre | Local | vs. | Visita |  |  |

#### Semifinales
| 16 de noviembre | Local | vs. | Visita |  |  |

#### Final
| 22 de noviembre de 2003 | Australia | 17 – 20 | Inglaterra | Telstra Stadium, Sídney,                                             |  |
|                         |           |         |            | Asistencia: 82.957 espectadores Árbitro(s): André Watson (Sudáfrica) |  |

## Francia 2007

### Plantel
Entrenador: Brian Ashton

### Participación

#### Grupo A
| Posición | Equipo         | Partidos | Partidos | Partidos  | Partidos | Tantos  | Tantos    | Puntos bonus | Puntos |
| Posición | Equipo         | jugados  | ganados  | empatados | perdidos | a favor | en contra | Puntos bonus | Puntos |
| -------- | -------------- | -------- | -------- | --------- | -------- | ------- | --------- | ------------ | ------ |
| 1        | Sudáfrica      | 4        | 4        | 0         | 0        | 189     | 47        | 3            | 19     |
| 2        | Inglaterra     | 4        | 3        | 0         | 1        | 108     | 88        | 2            | 14     |
| 3        | Tonga          | 4        | 2        | 0         | 2        | 89      | 96        | 1            | 9      |
| 4        | Samoa          | 4        | 1        | 0         | 3        | 69      | 143       | 1            | 5      |
| 5        | Estados Unidos | 4        | 0        | 0         | 4        | 61      | 142       | 1            | 1      |

#### Cuartos de final
| 6 de octubre de 2007, 15:00 | Australia                                          | 10 - 12 | Inglaterra                        | Stade Vélodrome, Marsella                                           |                                                                     |
|                             | Tries: Tuqiri 33' c Con: Mortlock Pen: Mortlock 7' | Reporte | Pen: Wilkinson 23', 26', 52', 60' | Asistencia: 60.012 espectadores Árbitro(s): Alain Rolland (Irlanda) | Asistencia: 60.012 espectadores Árbitro(s): Alain Rolland (Irlanda) |

#### Semifinales
| 13 de octubre de 2007, 21:00 | Inglaterra                                               | 14 - 9  | Francia                   | Stade de France, San Denis                                              |                                                                         |
|                              | Try: Lewsey 1' Pen:Wilkinson 47', 74' Drop:Wilkinson 77' | Reporte | Pen: Beauxis 7', 18', 43' | Asistencia: 80.000 espectadores Árbitro(s): Jonathan Kaplan (Sudáfrica) | Asistencia: 80.000 espectadores Árbitro(s): Jonathan Kaplan (Sudáfrica) |

#### Final
| 20 de octubre de 2007, 21:00 | Inglaterra              | 6 - 15  | Sudáfrica                                   | Stade de France, San Denis                                          |                                                                     |
|                              | Pen: Wilkinson 13', 44' | Reporte | Pen: Montgomery 7', 16', 40', 51' Steyn 62' | Asistencia: 80.000 espectadores Árbitro(s): Alain Rolland (Irlanda) | Asistencia: 80.000 espectadores Árbitro(s): Alain Rolland (Irlanda) |

## Nueva Zelanda 2011

### Plantel
Entrenador: Martin Johnson

### Participación

#### Grupo B
| Posición | Selección  | Partidos | Partidos | Partidos  | Partidos | Tries a favor | Tantos  | Tantos    | Tantos     | Puntos extra | Puntos |
| Posición | Selección  | jugados  | ganados  | empatados | perdidos | Tries a favor | a favor | en contra | diferencia | Puntos extra | Puntos |
| -------- | ---------- | -------- | -------- | --------- | -------- | ------------- | ------- | --------- | ---------- | ------------ | ------ |
| 1        | Inglaterra | 4        | 4        | 0         | 0        | 18            | 137     | 34        | +103       | 2            | 18     |
| 2        | Argentina  | 4        | 3        | 0         | 1        | 10            | 90      | 40        | +50        | 2            | 14     |
| 3        | Escocia    | 4        | 2        | 0         | 2        | 4             | 73      | 59        | +14        | 3            | 11     |
| 4        | Georgia    | 4        | 1        | 0         | 3        | 3             | 48      | 90        | −42        | 0            | 4      |
| 5        | Rumania    | 4        | 0        | 0         | 4        | 3             | 44      | 169       | −125       | 0            | 0      |

#### Cuartos de final
|  | Local | vs. | Visita |  |  |

## Inglaterra 2015

### Plantel
Entrenador: Stuart Lancaster

### Participación

#### Grupo A
| Posición | Selección  | Partidos | Partidos | Partidos  | Partidos | Tries a favor | Tantos  | Tantos    | Tantos     | Puntos extra | Puntos |
| Posición | Selección  | Jugados  | Ganados  | Empatados | Perdidos | Tries a favor | A favor | En contra | Diferencia | Puntos extra | Puntos |
| -------- | ---------- | -------- | -------- | --------- | -------- | ------------- | ------- | --------- | ---------- | ------------ | ------ |
| 1        | Australia  | 4        | 4        | 0         | 0        | 17            | 141     | 35        | 106        | 1            | 17     |
| 2        | Gales      | 4        | 3        | 0         | 1        | 11            | 111     | 62        | 49         | 1            | 13     |
| 3        | Inglaterra | 4        | 2        | 0         | 2        | 16            | 133     | 75        | 58         | 2            | 11     |
| 4        | Fiyi       | 4        | 1        | 0         | 3        | 10            | 84      | 101       | -17        | 1            | 5      |
| 5        | Uruguay    | 4        | 0        | 0         | 4        | 2             | 30      | 226       | -196       | 0            | 0      |

## Japón 2019

### Plantel
Entrenador: Eddie Jones

### Participación

#### Grupo C
| Posición | Selección      | Partidos | Partidos | Partidos  | Partidos | Tries a favor | Tantos  | Tantos    | Tantos     | Puntos extra | Puntos |
| Posición | Selección      | jugados  | ganados  | empatados | perdidos | Tries a favor | a favor | en contra | diferencia | Puntos extra | Puntos |
| -------- | -------------- | -------- | -------- | --------- | -------- | ------------- | ------- | --------- | ---------- | ------------ | ------ |
| 1        | Inglaterra     | 4        | 3        | 1         | 0        | 17            | 119     | 20        | +99        | 3            | 17     |
| 2        | Francia        | 4        | 3        | 1         | 0        | 9             | 79      | 51        | +28        | 1            | 15     |
| 3        | Argentina      | 4        | 2        | 0         | 2        | 14            | 106     | 91        | +15        | 3            | 11     |
| 4        | Tonga          | 4        | 1        | 0         | 3        | 9             | 67      | 105       | –38        | 2            | 6      |
| 5        | Estados Unidos | 4        | 0        | 0         | 4        | 7             | 52      | 156       | –104       | 0            | 0      |

#### Cuartos de final
| 19 de octubre de 2019, 16:15 | Inglaterra | 40 – 16 | Australia                                                                                   | Oita Stadium, Ōita                                                                                          | |
|                              | Tries: May 18', 21' Sinckler 46' Watson 76' Conversiones (4/4) Farrell 19', 23', 47', 77' Penales: (4/4) Farrell 30', 51', 66', 73' | Reporte | Try: 43' Koroibete Conversión: 44' Lealiifano (1/1) Penales: 12', 26', 41' Lealiifano (3/3) | Árbitro(s): Jérôme Garcès Jueces de touch: Romain Poite Mathieu Raynal Television Match Official: Ben Skeen | Árbitro(s): Jérôme Garcès Jueces de touch: Romain Poite Mathieu Raynal Television Match Official: Ben Skeen |

#### Semifinales
| 26 de octubre de 2019, 17:00 | Inglaterra                                                                       | 19 – 7  | Nueva Zelanda                              | International Stadium Yokohama, Yokohama                                                                      | |
|                              | Try Tuilagi 2' Conversión (1/1) Farrell 3' Penales (4/5) Ford 40', 50', 63', 69' | Reporte | Try 57' Savea Conversión 58' Mo'unga (1/1) | Árbitro(s): Nigel Owens Jueces de touch: Romain Poite Pascal Gaüzère Television Match Official: Marius Jonker | Árbitro(s): Nigel Owens Jueces de touch: Romain Poite Pascal Gaüzère Television Match Official: Marius Jonker |

#### Final
| 2 de noviembre de 2019, 18:00 | Inglaterra                               | 12 – 32 | Sudáfrica | International Stadium Yokohama, Yokohama                                                                  | |
|                               | Penales (4/5) Farrell 23', 35', 52', 60' | Reporte | Tries: 74' Mapimpi 66' Kolbe Conversiones 67', 75' Pollard (2/2) Penales 10', 26', 39', 43', 46', 58' Pollard (6/8) | Árbitro(s): Jérôme Garcès Jueces de touch: Romain Poite Ben O'Keeffe Television Match Official: Ben Skeen | Árbitro(s): Jérôme Garcès Jueces de touch: Romain Poite Ben O'Keeffe Television Match Official: Ben Skeen |

## Francia 2023

### Plantel
Entrenador: Steve Borthwick

### Participación

#### Grupo D
| Posición | Selección  | Partidos | Partidos | Partidos  | Partidos | Tries a favor | Tantos  | Tantos    | Tantos     | Puntos extra | Puntos |
| Posición | Selección  | jugados  | ganados  | empatados | perdidos | Tries a favor | a favor | en contra | diferencia | Puntos extra | Puntos |
| -------- | ---------- | -------- | -------- | --------- | -------- | ------------- | ------- | --------- | ---------- | ------------ | ------ |
| 1.       | Inglaterra | 4        | 4        | 0         | 0        | 17            | 150     | 39        | +111       | 2            | 18     |
| 2.       | Argentina  | 4        | 3        | 0         | 1        | 15            | 127     | 69        | +58        | 2            | 14     |
| 3.       | Japón      | 4        | 2        | 0         | 2        | 12            | 109     | 107       | +2         | 1            | 9      |
| 4.       | Samoa      | 4        | 1        | 0         | 3        | 11            | 92      | 75        | +18        | 3            | 7      |
| 5.       | Chile      | 4        | 0        | 0         | 4        | 4             | 27      | 215       | -188       | 0            | 0      |

#### Cuartos de final
| 15 de octubre | Inglaterra | 30 – 24 | Fiyi | Estadio Velódromo, Marsella |  |

#### Semifinales
| 21 de octubre | Inglaterra                                                           | 15 – 16 | Sudáfrica                                                                                         | Estadio de Francia, Saint-Denis |                          |
|               | Penales (4/4) O. Farrell 3', 10', 24', 39' Drop (1/1) O. Farrell 53' | Reporte | Try RG Snyman 69' Conversión (1/1) H. Pollard 70' Penales (3/3) M. Libbok 21' H. Pollard 35', 78' | Árbitro(s): Ben O'Keeffe        | Árbitro(s): Ben O'Keeffe |

#### Tercer y cuarto puesto
| 27 de octubre | Argentina | 23 – 26 | Inglaterra                                                                                               | Estadio de Francia, Saint-Denis |                       |
|               | Try T. Cubelli 36' S. Carreras 42' Conversión (2/2) E. Boffelli 37', 43' Penales (3/3) E. Boffelli 24', 50' N. Sánchez 68' | Reporte | Try B. Earl 8' T. Dan 44' Conversión (2/2) O. Farrell 9', 45' Penales (4/4) O. Farrell 3', 13', 30', 65' | Árbitro(s): Nic Berry           | Árbitro(s): Nic Berry |

## Australia 2027

### Plantel
Entrenador: Por disputarse

### Participación
Clasificada.